# Église Saint-Pierre d'Oulchy-la-Ville
L'église Saint-Pierre est une église située à Oulchy-la-Ville, en France.

## Localisation
L'église est située sur la commune d'Oulchy-la-Ville, dans le département de l'Aisne.

## Historique
Le monument est classé au titre des monuments historiques en 1914.